# Ауванна

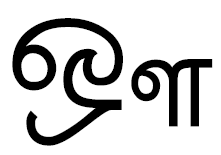

Ауванна ( ஔவன்னா ) или аухарам ( ஔகாரம் ) — двенадцатая буква тамильского алфавита, обозначает дифтонг «АУ», используется в начале слова, внутри слова передаётся с помощью двух, окружающих согласную букву, диакритических знаков, соответствующих в сингальской письменности знакам комбува и гаянукитта: க் + ஔ =	கௌ .